# Устенец
Устенец — озеро на западе Тверской области, расположено на территории Торопецкого района. Принадлежит бассейну Западной Двины.
Расположено в 14 километрах к юго-востоку от города Торопец. Высота над уровнем моря — 180 метров. Длина озера составляет 1,1 км, ширина до 0,76 км (в северной части). Площадь водной поверхности — 0,5 км². Длина береговой линии 2,9 км.
Вдоль северного берега проходит автомобильная дорога 28Н-1793 Гольяново — Чихачи. Населённых пунктом на берегах озера нет. Ранее на восточном берегу находилась деревня Староселье.